# 彼得·德·卡尔庞捷

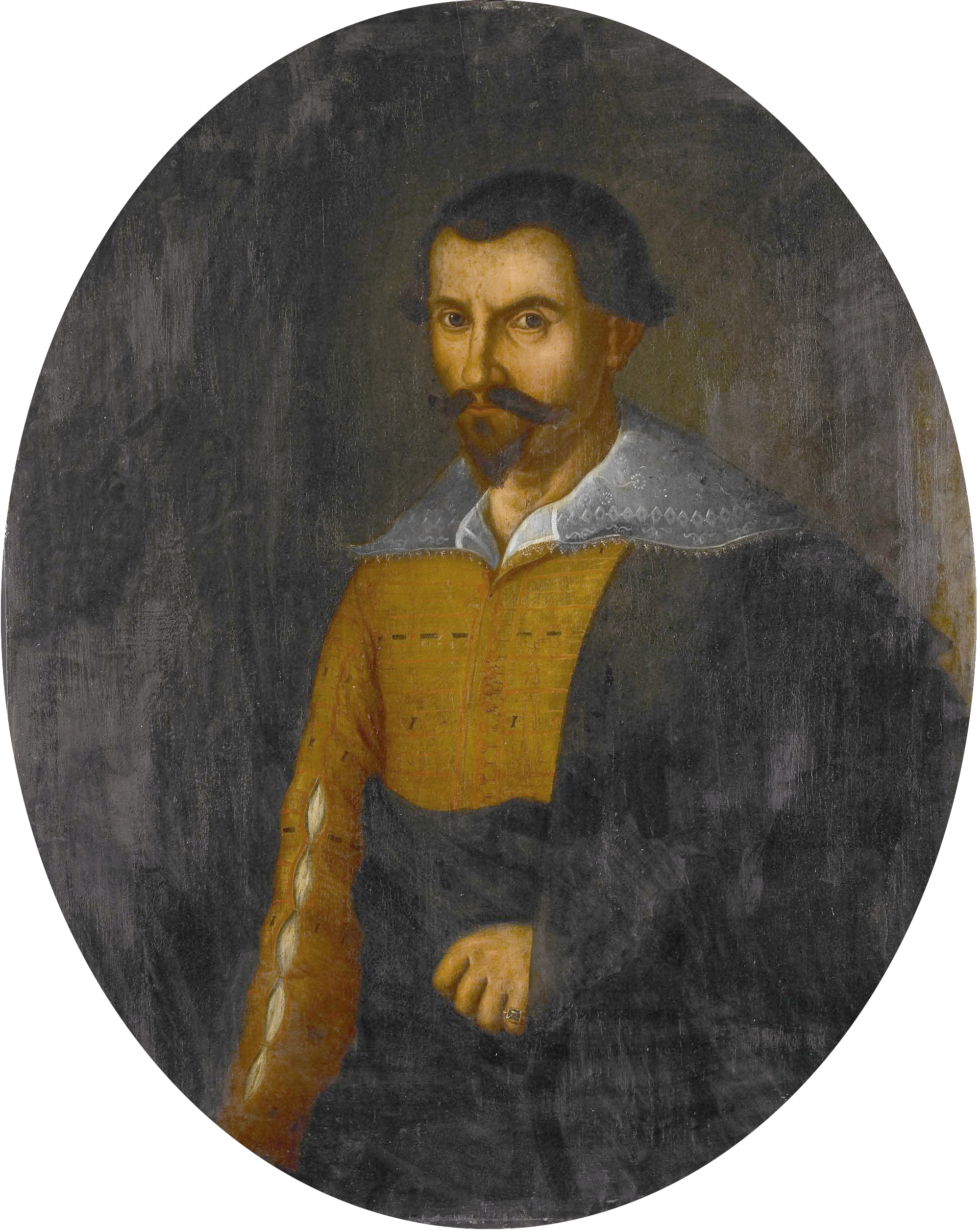
彼得·德·卡尔庞捷

彼得·德·卡尔庞捷（荷蘭語：Pieter de Carpentier，1586年2月19日—1659年9月5日），荷兰殖民者。他于1623年至1627年期间出任荷属东印度的总督。
1586年出生在安特卫普，此时荷兰共和国刚刚独立不久。1603年在莱顿学习哲学。1616年乘船前往印度尼西亚，供职于荷属东印度公司。1623年2月1日到1627年9月30日，担任荷属东印度的第五任总督。在任期间参与对雅加达地区的征服，并协助建造了巴达维亚城。他为这个城镇做了很多工作，包括建立一所学校、一个市政厅和第一个孤儿院。他还设计了镇上教堂的结构。印尼華人歷史文獻《開吧歷代史紀》記載其名爲「庇得葛邊值」。
今日澳大利亚北部的卡奔塔利亚湾就是以他的名字命名的。